# John Alvbåge
John Alvbåge (Torslanda, 10 augustus 1982) is een Zweedse profvoetballer die sinds 2012 onder contract staat bij IFK Göteborg.

## Interlandcarrière
Alvbåge is een doelman en speelde onder leiding van bondscoach Lars Lagerbäck zijn eerste interland op 23 januari 2006 tegen Jordanië, net als Matias Concha (Djurgårdens IF) en Andreas Granqvist (Helsingborgs IF). Hij maakte deel uit van de selectie voor het WK voetbal 2006 en speelde in totaal vier interlands.
| Interlands van John Alvbåge voor Zweden | Interlands van John Alvbåge voor Zweden | Interlands van John Alvbåge voor Zweden | Interlands van John Alvbåge voor Zweden | Interlands van John Alvbåge voor Zweden | Interlands van John Alvbåge voor Zweden |
| №                                       | Datum                                   | Wedstrijd                               | Uitslag                                 | Competitie                              | Goals                                   |
| Als speler van Viborg FF                | Als speler van Viborg FF                | Als speler van Viborg FF                | Als speler van Viborg FF                | Als speler van Viborg FF                | Als speler van Viborg FF                |
| --------------------------------------- | --------------------------------------- | --------------------------------------- | --------------------------------------- | --------------------------------------- | --------------------------------------- |
| 1                                       | 23 januari 2006                         | Jordanië – Zweden                       | 0 – 0                                   | Vriendschappelijk                       | 0                                       |
| 2                                       | 25 mei 2006                             | Zweden – Finland                        | 0 – 0                                   | Vriendschappelijk                       | 0                                       |
| 3                                       | 18 januari 2007                         | Ecuador – Zweden                        | 2 – 1                                   | Vriendschappelijk                       | 0                                       |
| Als speler van Örebro SK                |                                         |                                         |                                         |                                         |                                         |
| 4                                       | 28 januari 2009                         | Mexico – Zweden                         | 0 – 1                                   | Vriendschappelijk                       | 0                                       |